# Kirsten Wenzel
Kirsten Wenzel (ur. 27 lutego 1961 w Lipsku) – niemiecka wioślarka (sterniczka) reprezentująca NRD, złota medalistka olimpijska i pięciokrotna medalistka mistrzostw świata.

## Kariera
Wystąpiła na igrzyskach olimpijskich w Moskwie w 1980, gdzie osada NRD w składzie: Ramona Kapheim, Silvia Fröhlich, Angelika Noack, Romy Saalfeld i Kirsten Wenzel zdobyła złoty medal w czwórkach ze sternikiem. W finale o 1,48 sekundy wyprzedziły osadę Bułgarii i o 1,65 sekundy osadę ZSRR. Był to jej jedyny start olimpijski. Nie brała udziału w igrzyskach olimpijskich w Los Angeles w 1984, z uwagi na bojkot zawodów przez NRD.
Na mistrzostwach świata w Cambridge (1978) zwyciężyła w czwórkach ze sernikiem, a na mistrzostwach świata w Bledzie (1979) i mistrzostwach świata w Monachium (1981) zdobywała srebrne medale. Ponadto zajmowała trzecie miejsce w ósemkach na mistrzostwach świata w Lucernie (1982) i mistrzostwach świata w Duisburgu (1983). 
Po zakończeniu kariery pracowała jako nauczycielka w Berlinie.
W 1980 została odznaczona Orderem Zasługi dla Ojczyzny.
Jej były mąż, Rainer Strohbach także był medalistą olimpijskim.